# Lee Geun-seok
Lee Geun-seok (* 17. Januar 1917 in Heiannan-dō, damaliges Japanisches Kaiserreich, heutiges Nordkorea; † 4. Juli 1950 in Anyang, Gyeonggi-do, Südkorea) war ein Brigadegeneral der Luftstreitkräfte Südkoreas während des Koreakriegs. 
Lee Geun-seok war einer der Väter der unabhängigen südkoreanischen Luftstreitkräfte und während des Koreakriegs Militärpilot. Als der Motor seines Flugzeugs durch feindliches Feuer am 4. Juli 1950 getroffen wurde, flog er direkt in einen nordkoreanischen Panzer und starb.